# Kentrochrysalis sieversi
Kentrochrysalis sieversi is een vlinder uit de familie van de pijlstaarten (Sphingidae). De wetenschappelijke naam van deze soort is voor het eerst voorgesteld door Sergej Nikolajevitsj Alferaki in een publicatie uit 1897.
De spanwijdte bedraagt 88 tot 90 millimeter.

## Verspreiding
De soort komt voor in Zuidoost-Siberië (Kraj Primorje), Noordoost-China en Zuid-Korea.

## Waardplanten
De rups leeft op Syringa oblata (Oleaceae) en soorten van het geslacht Fraxinus.